# Glenček
Glenček

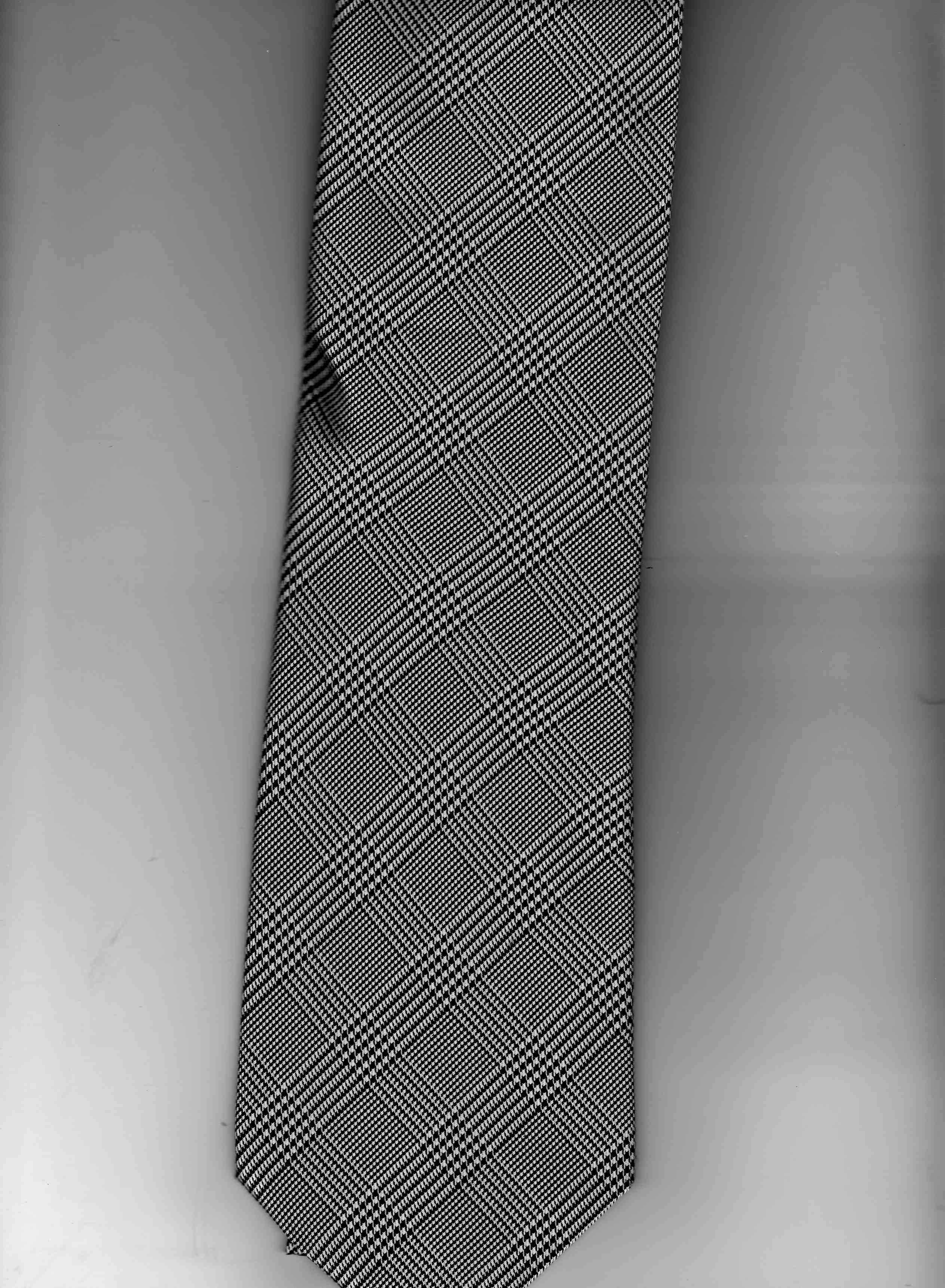
Vázanka s glenčekovým vzorováním

je obchodní označení tkanin a zátažných pletenin se čtvercovým vzorováním, ve kterém jsou čtverce uvnitř vzorovány proužky nebo malými čtverečky.
U tkanin vznikají tyto tvary kombinací různých barev příze jak v osnově tak i v útku. Vazba tkaniny je oboustranný hrotový kepr, často K 2/1.
Vazba ustupuje za barevným efektem (podobně: pepito, kohoutí stopa nebo fil-a-fil).
Vlněné tkaniny a pleteniny se používají na všechny druhy svrchního ošacení, bavlněné tkaniny také na košile a kravaty (jak ukazuje snímek vpravo).
Označení glencheck (nebo glen plaid) je zkratka z: glen (Glenurquhart plaid podle skotského údolí Glen Urquhart, kde se kostkované tkaniny tohoto druhu nosily už kolem roku 1800, pod tímto jménem však teprve od roku 1926.) a check (= kostkovaný vzor) V Anglii se mu říká také Prince of Wales, ve Francii Prince de Galles a v Rakousku (a také v Česku) Esterházy.